# 路爾斯·馬查度
路爾斯·馬查度（Luis Miguel Vieira Babo Manchado；1992年11月4日—），葡萄牙足球運動員，司職翼鋒。

## 球員生涯
馬查度出生於葡萄牙拉梅古。馬查度小時候加盟帕雷德斯聯，並為球會踢了兩場第四級別的比賽。
2010年夏天，馬查度與弗雷阿蒙迪簽約。2011-12賽季，他升入一線隊，並於2011年9月25日在西乙聯賽中首次亮相，客場0-1負於C.F. Os Belenenses。
2014年7月5日，馬查度與另一支二線球隊通德拉簽訂為期兩年的合約。他在第一年的26場比賽中攻入兩球，幫助球隊在82年來的歷史上首次進入葡萄牙足球超级联赛。
2015年8月14日，馬查度於在葡萄牙足球超级联赛中首次亮相，在主場1-2輸給葡萄牙體育會的比賽中正選。
2016年夏季，馬查度加盟費倫斯體育會。他效力了四個賽季，並於2018-19年底降級並隨後離隊。
2019年馬查度與莫雷倫斯足球俱樂部簽訂了為期三年的合約。
2020年9月，他職業生涯首次出國，加盟印度超級聯賽東北聯隊。他在2-2戰平班加羅爾足球俱樂部的比賽中梅開二度，並在主場3-1戰勝奧裡薩邦足球俱樂部的比賽中梅開二度。